# Masaki Yokotani
Masaki Yokotani (横谷 政樹 Yokotani Masaki?,  nacido el 10 de mayo de 1952 en Kioto) es un exfutbolista japonés que se desempeñaba como defensa.
Yokotani jugó 20 veces para la Selección de fútbol de Japón entre 1974 y 1977.

## Trayectoria

### Clubes
| Club               | País  | Año         |
| ------------------ | ----- | ----------- |
| Hitachi            | Japón | 1975 - 1983 |
| All Nippon Airways | Japón | 1984 - 1986 |

### Selección nacional
| Selección | País  | Año         |
| --------- | ----- | ----------- |
| Absoluta  | Japón | 1974 - 1977 |

## Estadística de equipo nacional
| Selección de Japón | Selección de Japón | Selección de Japón |
| Año                | Part.              | Goles              |
| ------------------ | ------------------ | ------------------ |
| 1974               | 1                  | 0                  |
| 1975               | 10                 | 0                  |
| 1976               | 6                  | 0                  |
| 1977               | 3                  | 0                  |
| Total              | 20                 | 0                  |

## Palmarés

### Títulos nacionales
| Título                   | Club    | País  | Año  |
| ------------------------ | ------- | ----- | ---- |
| Japan Soccer League      | Hitachi | Japón | 1975 |
| Copa Japan Soccer League | Hitachi | Japón | 1976 |